# The Stars and Stripes

Das Logo der Zeitung

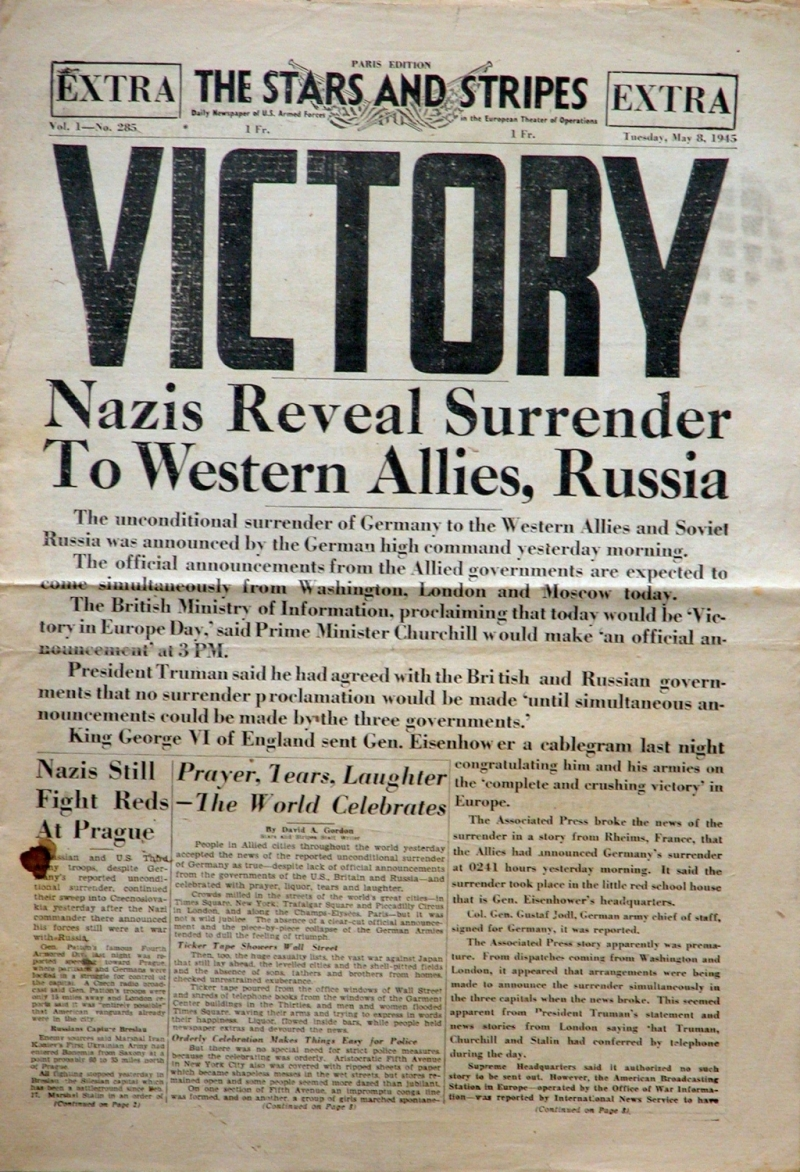
Sonderausgabe zur Kapitulation Deutschlands am 8. Mai 1945

The Stars and Stripes ist eine 1861 gegründete Zeitung und Internetpublikation für die Truppen der US-amerikanischen Streitkräfte.

## Geschichte und Auftrag
Die Geschichte der Zeitung geht auf das Jahr 1861 zurück, als die 11th, 18th, und 29th Illinois Regiments in Bloomfield (Missouri) die Zeitung während des amerikanischen Bürgerkrieges für interne Zwecke auflegten. Während des Ersten Weltkriegs waren die Mitarbeiter der Stars and Stripes entweder altgediente Reporter oder junge Soldaten, die in den Nachkriegsjahren zu Reportern werden sollten. Die Zeitung wurde vom 8. Februar 1918 bis zum 13. Juni 1919 von den American Expeditionary Forces (AEF) herausgegeben. Auch während des Zweiten Weltkriegs wurde die Zeitung in Dutzenden von Ausgaben in mehreren Operationsgebieten gedruckt. Die Zeitung erscheint kontinuierlich seit 1942 in Europa und in der Pazifikregion seit 1945. Sie erscheint heute unter anderem als europäische Ausgabe (European Edition), Nahost-Ausgabe (Mideast Edition) und Pazifikausgabe (Pacific Edition); Verlagsort ist Washington, D.C. Herausgeber ist derzeit Max D. Lederer, Jr.
Die Zeitung ist heute Teil der 2008 geschaffenen Defense Media Activity. Das Europa-Hauptquartier hat seit 2008 seinen Sitz in Kaiserslautern. Die Redaktion in Kaiserslautern ist für die europäische und die Nahost-Ausgabe zuständig. Die Auflage für Deutschland beträgt 15.000 Stück. Nach dem Zweiten Weltkrieg etablierte sie sich erstmals 1945 im hessischen Pfungstadt. Sie hatte damals eine Gesamtauflage von 600.000 Stück. 1949 erfolgte dann der Umzug auf den Stars & Stripes Compound. Dieser war in direkter Nachbarschaft zum August-Euler-Flughafen. Die Europazentrale der amerikanischen Armeezeitung war dort in einer ehemaligen Fliegerkaserne (vorher, ab 1919, Caserne Garnier du Plessis) der Fliegerstation Darmstadt untergebracht. Neben der gedruckten Ausgabe für Militärpersonal, wird die Zeitung auch für jedermann online zur Verfügung gestellt. Ebenfalls ist eine „Stars and Stripes“ App für das Smartphone erhältlich.
Bekannte ehemalige Mitarbeiter der Zeitung sind Andy Rooney und Steve Kroft, Shel Silverstein, Ralph G. Martin, Phil Stern. Bill Mauldin, der während des Zweiten Weltkriegs die bekannten „Up-Front“-Cartoons zeichnete, gewann später zweimal den Pulitzer-Preis. In der Zeitung erscheint mittlerweile die Comicserie Downrange. American Forces Network (AFN) betreibt seit 1943 weltweit Hörfunk und Fernsehen für die US-Armee. DoD News Channel, ursprünglich Pentagon Channel, war ein staatlicher Fernsehsender für die US-Armee von 2004 bis 2015.
Die fiktive Filmfigur Joker aus Full Metal Jacket arbeitete für Stars and Stripes.